# Беря
Беря (рум. Berea) — село у повіті Сату-Маре в Румунії. Входить до складу комуни Чумешть.
Село розташоване на відстані 461 км на північний захід від Бухареста, 42 км на захід від Сату-Маре, 137 км на північний захід від Клуж-Напоки.

## Населення
За даними перепису населення 2002 року у селі проживали 197 осіб.
Національний склад населення села:
| Національність | Кількість осіб | Відсоток |
| -------------- | -------------- | -------- |
| угорці         | 164            | 83,2%    |
| цигани         | 17             | 8,6%     |
| румуни         | 16             | 8,1%     |

Рідною мовою назвали:
| Мова      | Кількість осіб | Відсоток |
| --------- | -------------- | -------- |
| угорська  | 181            | 91,9%    |
| румунська | 16             | 8,1%     |